# Proechimys semispinosus
Espèce
Synonymes
- Proechimys gorgonae Bangs, 1905

Statut de conservation UICN

 LC  : Préoccupation mineure
Proechimys semispinosus est une espèce de mammifères rongeurs de la famille des Echimyidae qui regroupe des rats épineux originaires d'Amérique latine.

## Liste des sous-espèces
Selon Mammal Species of the World (version 3, 2005)  (4 oct. 2012) :

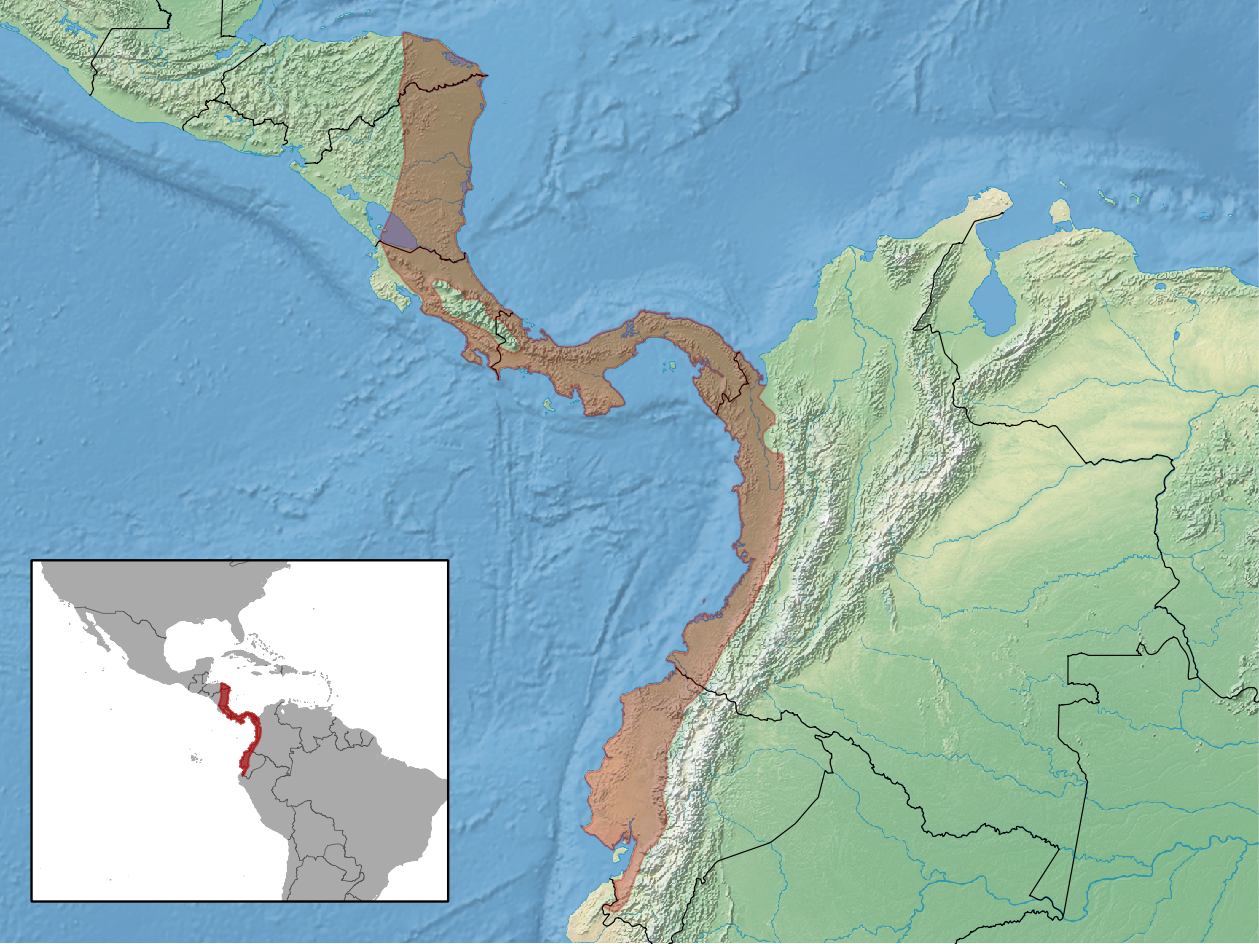
Répartition de l'espèce.

- sous-espèce Proechimys semispinosus burrus
- sous-espèce Proechimys semispinosus calidior
- sous-espèce Proechimys semispinosus centralis
- sous-espèce Proechimys semispinosus colombianus
- sous-espèce Proechimys semispinosus goldmani
- sous-espèce Proechimys semispinosus ignotus
- sous-espèce Proechimys semispinosus panamensis
- sous-espèce Proechimys semispinosus rosa
- sous-espèce Proechimys semispinosus rubellus
- sous-espèce Proechimys semispinosus semispinosus